# Fritz Goos
Hermann Fritz Gustav Goos (* 11. Januar 1883, Hamburg; † 18. Mai 1968, ebenda) war ein deutscher Physiker und Astronom.

## Leben und Werk
Goos besuchte das Realgymnasium des Johanneums in Hamburg und erhielt dort im März 1902 sein Reifezeugnis. Anschließend arbeitete er bis zum April 1903 in der Hamburger Maschinenfabrik von Wimmel & Landgraf. Im Oktober 1903 begann er ein Studium der Mathematik und Naturwissenschaften an der Königlichen Technischen Hochschule in Berlin. Während seines Studiums wurde er Mitglied des Corps Rheno-Guestphalia Berlin. Im März 1905 wechselte er im Sommersemester an die Universität Bonn, um dort Astronomie und Mathematik zu studieren. Im folgenden Wintersemester setzte er dieses Studium in Berlin fort, ging dann aber im April 1906 zurück nach Bonn und wurde dort 1908 zum Doktor der Philosophie (Dr. phil.) im Bereich Astronomie promoviert.
Nach seinem Studium wurde er Assistent an der Sternwarte in Bonn und nahm 1909 eine Assistentenstelle an der Sternwarte in Hamburg-Bergedorf an. Ab 1911 war er Mitarbeiter am Physikalischen Staatsinstitut (gegr. 1885 als Physikalisches Staatslaboratorium) in Hamburg, wo er auch als wissenschaftlicher Ratgeber tätig war (bis 1948?).
Als außerplanmäßiger Professor an der Universität Hamburg im Bereich „Optische Spektroskopie“ beschäftigte er sich dem Emissions- und Absorptionseigenschaften im infraroten, optischen und ultravioletten Spektralbereich unterschiedlicher Objekte wie dem Lichtbogen oder dünnen metallischen Schichten, wie Silber und Gold.
Er entdeckte Ende 1912 eine systematische Abhängigkeit der Wellenlängen im Spektrum eines Lichtbogens von seiner Länge und seinen elektrischen Parametern, wie zum Beispiel der genutzten Stromstärke. Im Frühjahr 1913 konnte Goos diese Beobachtungen am besser ausgestatteten physikalischen Labor von Heinrich Kayser in Bonn bestätigen.
Weiterhin beschäftigte er sich auch mit dem Wirkung von Licht auf Phosphore und mit dem Nachweis von Licht durch ein Mikrophotometer.
Eine seiner bekanntesten Arbeiten ist der experimentelle Nachweis eines Versatzes eines Lichtstrahls bei der Totalreflexion zusammen mit Hilda Hänchen (später Hilda Lindberg-Hänchen), der sogenannte Goos-Hänchen-Verschiebung.

## Werke
- Fritz Goos: Sammlung von Milchstraßenkarten. Grand, Hamburg 1918.
- Fritz Goos: Die Milchstrasse. Hamburg 1921.
- F. Goos, H. Hänchen: Ein neuer und fundamentaler Versuch zur Totalreflexion. In: Annalen der Physik. Band 436, Nr. 7–8, 1947, S. 333–346.
- F. Goos, H. Lindberg-Hänchen: Neumessung des Strahlversetzungseffektes bei Totalreflexion. In: Annalen der Physik. Band 440, Nr. 3–5, 1949, S. 251–252.